# Dadaga, Maddur
Dadaga là một làng thuộc tehsil Maddur, huyện Mandya, bang Karnataka, Ấn Độ.